# Chengdu Open 2024 - Qualificazioni singolare
Le qualificazioni del singolare del Chengdu Open 2024 sono state un torneo di tennis preliminare per accedere alla fase finale. I vincitori dell'ultimo turno sono entrati di diritto nel tabellone principale. In caso di ritiro di uno o più giocatori aventi diritto a questi sono subentrati gli alternate, coloro che vengono ammessi al tabellone principale a causa dell'assenza di un lucky loser che possa sostituire il giocatore ritirato.

## Teste di serie
1. Hong Seong-chan (primo turno)
2. Shintaro Mochizuki (qualificato)
3. Alejandro Moro Cañas (primo turno)
4. Térence Atmane (qualificato)

1. Sho Shimabukuro (primo turno)
2. Federico Agustín Gómez (qualificato)
3. Hsu Yu-hsiou (primo turno)
4. Li Tu (ultimo turno)

## Qualificati
1. Alibek Kačmazov
2. Shintaro Mochizuki

1. Federico Agustín Gómez
2. Térence Atmane

## Tabellone

### Sezione 1
|  | Primo turno | Primo turno     | Primo turno     | Primo turno | Primo turno |  |  | Ultimo turno | Ultimo turno    | Ultimo turno    | Ultimo turno | Ultimo turno |  |
|  |             |                 |                 |             |             |  |  |              |                 |                 |              |              |  |
|  | 1           | Hong Seong-chan | Hong Seong-chan | 4           | 1           |  |  |              |                 |                 |              |              |  |
|  |             | Alibek Kačmazov | Alibek Kačmazov | 6           | 6           |  |  |              | Alibek Kačmazov | Alibek Kačmazov | 6            | 6            |  |
|  | WC          | Cui Jie         | Cui Jie         | 6           | 6           |  |  | WC           | Cui Jie         | Cui Jie         | 3            | 2            |  |
|  | 7           | Hsu Yu-hsiou    | Hsu Yu-hsiou    | 4           | 2           |  |  |              |                 |                 |              |              |  |

### Sezione 2
|  | Primo turno | Primo turno        | Primo turno     | Primo turno | Primo turno |  |  | Ultimo turno | Ultimo turno       | Ultimo turno | Ultimo turno | Ultimo turno |  |
|  |             |                    |                 |             |             |  |  |              |                    |              |              |              |  |
|  | 2           | Shintaro Mochizuki | 3               | 6           | 6           |  |  |              |                    |              |              |              |  |
|  | WC          | Charles Chen       | 6               | 3           | 2           |  |  | 2            | Shintaro Mochizuki | 7            | 1            | 7            |  |
|  |             | Jahor Herasimaŭ    | Jahor Herasimaŭ | 4           | 1           |  |  | 8            | Li Tu              | 63           | 6            | 61           |  |
|  | 8           | Li Tu              | Li Tu           | 6           | 6           |  |  |              |                    |              |              |              |  |

### Sezione 3
|  | Primo turno | Primo turno            | Primo turno            | Primo turno | Primo turno |  |  | Ultimo turno | Ultimo turno           | Ultimo turno           | Ultimo turno | Ultimo turno |  |
|  |             |                        |                        |             |             |  |  |              |                        |                        |              |              |  |
|  | 3           | Alejandro Moro Cañas   | Alejandro Moro Cañas   | 65          | 4           |  |  |              |                        |                        |              |              |  |
|  |             | Beibit Žukaev          | Beibit Žukaev          | 7           | 6           |  |  |              | Beibit Žukaev          | Beibit Žukaev          | 4            | 4            |  |
|  |             | Vadym Ursu             | Vadym Ursu             | 3           | 3           |  |  | 6            | Federico Agustín Gómez | Federico Agustín Gómez | 6            | 6            |  |
|  | 6           | Federico Agustín Gómez | Federico Agustín Gómez | 6           | 6           |  |  |              |                        |                        |              |              |  |

### Sezione 4
|  | Primo turno | Primo turno     | Primo turno | Primo turno | Primo turno |  |  | Ultimo turno | Ultimo turno   | Ultimo turno   | Ultimo turno | Ultimo turno |  |
|  |             |                 |             |             |             |  |  |              |                |                |              |              |  |
|  | 4           | Térence Atmane  | 6           | 64          | 6           |  |  |              |                |                |              |              |  |
|  |             | Marc Polmans    | 4           | 7           | 4           |  |  | 4            | Térence Atmane | Térence Atmane | 6            | 6            |  |
|  |             | Bai Yan         | 1           | 6           | 6           |  |  |              | Bai Yan        | Bai Yan        | 3            | 2            |  |
|  | 5           | Sho Shimabukuro | 6           | 2           | 4           |  |  |              |                |                |              |              |  |